# Bernt Christian Birkeland
Bernt Christian Birkeland (Kristiansand, 16 luglio 1974) è un ex calciatore norvegese, di ruolo centrocampista.

## Biografia
È il figlio di Sven Otto Birkeland, anch'egli calciatore.

## Carriera

### Club
Birkeland vestì, in carriera, le maglie di Start (per cui giocò anche nella Tippeligaen), Donn, Skeid, Lyngby, Marsala e Kongsvinger. Si ritirò nel 2001, a causa di un infortunio.
Poi cominciò gli studi di giurisprudenza, svolgendo adesso la professione di avvocato.

### Nazionale
Birkeland fu convocato nella Norvegia under 21 per la prima volta nella stagione 1994-1995